# Polypodium plesiosorum
Polypodium plesiosorum är en stensöteväxtart från Central- och Sydamerika som beskrevs av Kze. Polypodium plesiosorum ingår i släktet Polypodium och familjen Polypodiaceae.

## Underarter
Arten delas in i följande underarter:
- P. p. plesiolori
- P. p. rubicundum